# Sogo (Handtrommel)

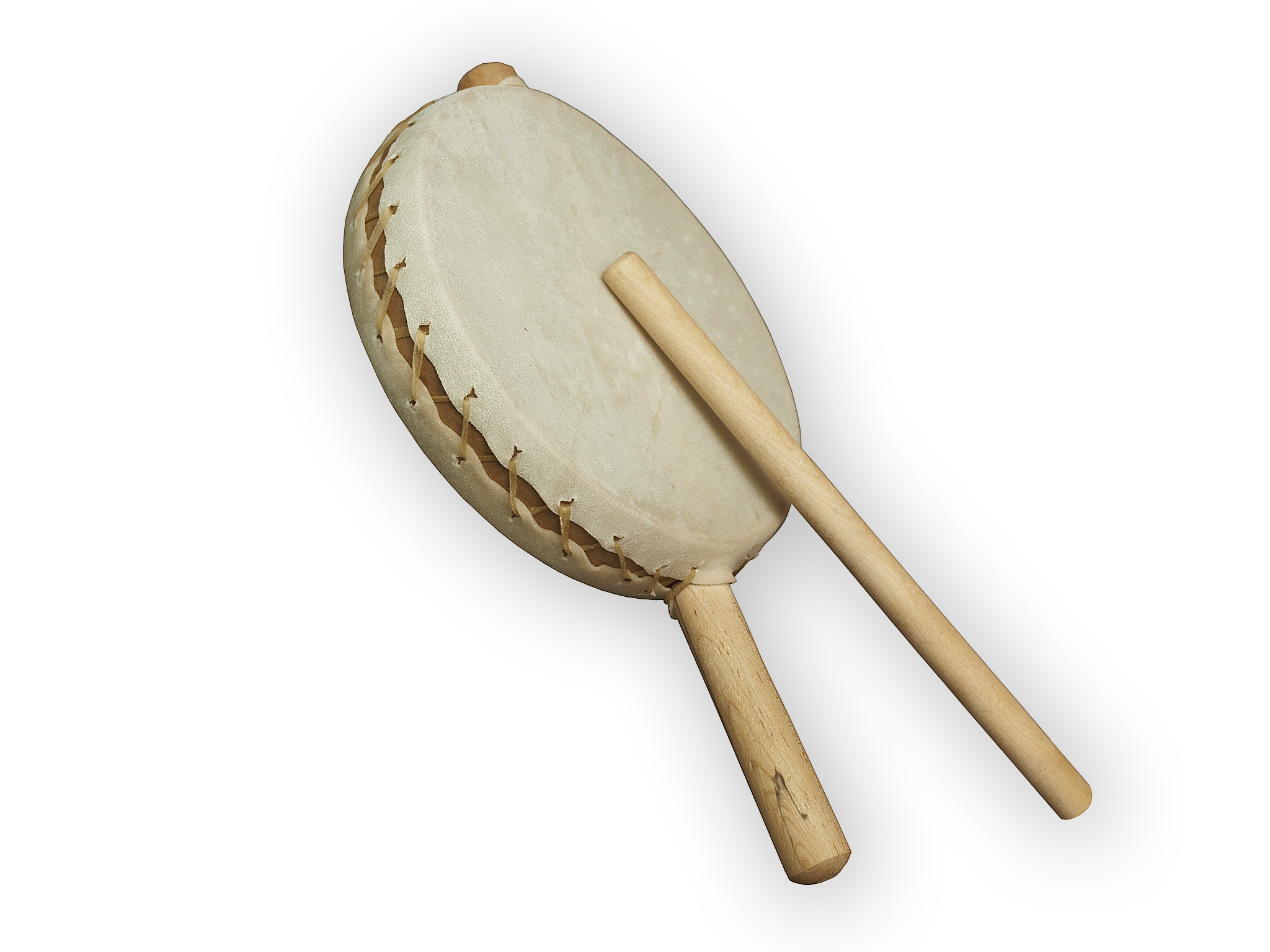
Sogo mit Schlägel

Die Sogo (koreanisch: 소고) ist eine kleine koreanische Stieltrommel mit Schlägel, die zumeist zu tänzerischen Bewegungen und zu Pungmul (풍물), einer traditionellen bäuerlichen Aufführung mit Musik, Tanz und Gesang, gespielt wird.

## Bauform
Der Korpus der Sogo besteht aus einem 4 bis 6 cm dicken hölzernen Ring, der rund 20 cm im Durchmesser misst. Bei billigeren Stieltrommeln wird dieser Ring heutzutage aus Kunststoff gefertigt. Durch den Korpus des Rings wird ein knapp 35 cm langer und 2,5 dicker runder Holzstab geführt, der an einer Seite herausstehend den Handgriff der Trommel darstellt. Die Sogo zählt somit zu den Stieltrommeln. Der Ring wird beidseitig mit einer dünnen Kuhhaut stramm bespannt. Früher verwendete man dazu die Haut von weiblichen Hunden. Zu der Trommel gehört ein rund 30 cm langer Schlägel (Trommelstock).

## Spielweise
Die Sogo bespielt man am Handgriff in der linken Hand haltend, rechtshändig mit dem Schlägel. Dabei werden mit beiden Armen ästhetisch wirkende Bewegungen und Formen, passend zu den tänzerischen Einlagen vollzogen. Die Trommel kann dabei auch beidseitig bespielt werden. Der Klang der Sogo ist beim Anschlagen nicht laut und durchdringend, aber hörbar. Wenn Sogos von mehreren Personen gleichzeitig bespielt werden, verstärkt sich der Ton. In der Regel werden zum Tanz aber die Buk, die Janggu und die Kkwaenggwari zur Musikerzeugung eingesetzt, die Sogo begleitet diese lediglich.

## Sogochum
Sogochum  (소고춤) ist ein beliebter Solotanz, bei dem von den Tänzern die Sogo als einziges Instrument gespielt wird. Andere Instrumente begleiten den Tanz musikalisch im Hintergrund.
Chesang Sogochum (채상 소고춤) stellt eine artistische Tanzeinlage dar, bei der Chesangmo (채상모) (ein Hut mit einem langen weißen Band) getragen wird, um das Band fliegen zu lassen, mit dem Kopf kreisende Bewegungen vollzogen werden und zu dem Tanz die Sogo gespielt wird.